# Брымбаров, Христо
Христо Брымбаров (болг. Христо Бръмбаров; 15 октября 1907, Ловеч — 12 июля 1974, София) — болгарский певец (баритон) и музыкальный педагог. Народный артист НРБ (1948).

## Биография
Учился в Софийской музыкальной академии у Ивана Вульпе, затем в Италии. С 1936 года солист Софийской оперы. Среди основных партий Брымбарова — Родриго в «Доне Карлосе», Энрико в «Лючии ди Ламмермур», Эскамильо в «Кармен», заглавные партии в «Риголетто» и «Летучем голландце» и др.
Лауреат Димитровской премии (1950, 1952).
В 1961 году после первого инфаркта Брымбаров вынужден был прекратить сценическую деятельность и полностью сосредоточиться на преподавании. Среди его учеников — Николай Гяуров, Рафаэль Арие, Никола Гюзелев, Димитр Узунов, Асен Селимский, Гена Димитрова.